# Lugoj

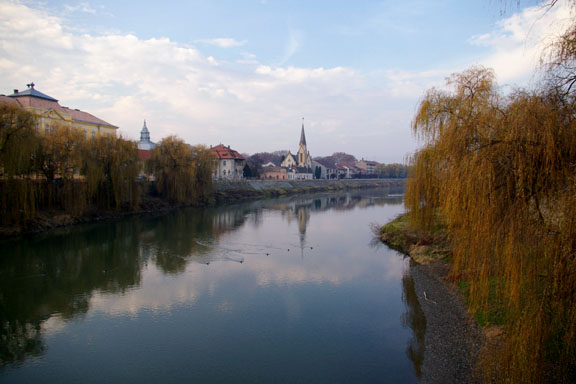
Vista des d'un pont de Lugoj

Lugoj (pronunciació en romanès: [ˈLuɡoʒ]) és una ciutat del comtat de Timiș, al Banat, a l'oest de Romania. El riu Timiș divideix la ciutat en dues meitats, l'anomenat Lugoj romanès que s'estén per la riba dreta i l'alemany Lugoj per la riba esquerra. La ciutat administra dos pobles, Măguri (en hongarès: Szendelak) i Tapia (en hongarès: Tápia).

## Etimologia
En alemany: Lugosch; en serbi: Lugoš (Лугош); en hongarès: Lugos.

## Història

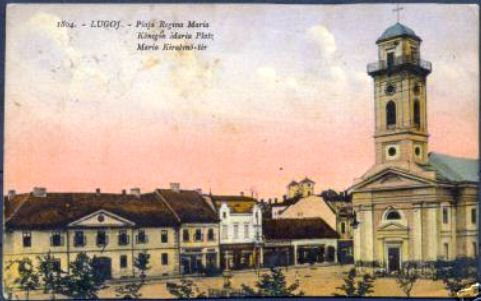
Mercat Queen Mary (Piața Regina Maria) el 1804

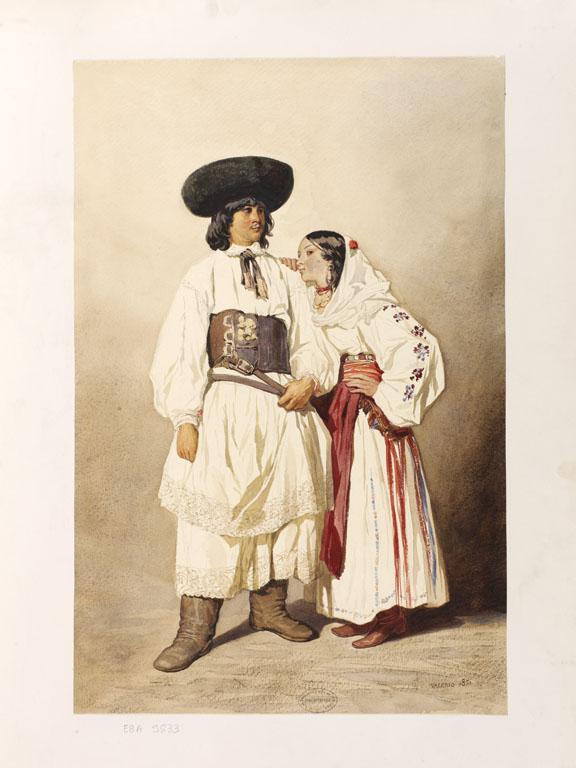
Théodore Valerio, camperols romanesos de tot Lugos, 1851

Lugoj va ser una vegada una ciutat fortament fortificada que es va desenvolupar al llarg del riu Timiș. Durant l'edat mitjana i el segle xviii, va tenir una importància relativa més gran que l'actual.
Un diploma de dimecres 22 d'agost de 1376, signat pel rei Sigismund de Luxemburg, mostra que la ciutat de Lugoj va ser donada a la família Losonczy. A finals del segle xiv, després de la batalla de Nicòpolis (1396), els turcs van creuar el Danubi, envaint la regió de Banat i van arribar a les portes de Lugoj. El sistema de defensa de la ciutat es va reforçar amb rases, terraplens i estacades en 1440, per iniciativa de Joan Hunyadi, militar i polític de Temes Comtat. Va resistir les pressions otomanes fins al 1658, quan Ákos Barcsay, el príncep de Transsilvània, va demanar a les ciutats de Lugoj i Caransebeș que acceptessin la decisió presa per la dieta de Sighișoara d'acord amb l'ocupació turca.
Després de la derrota dels turcs a la batalla de Viena el 1683, els Habsburg van passar a l'ofensiva i van ocupar breument les ciutats de Lugoj i Lipova (1688). El 25 de setembre de 1695 la batalla entre els exèrcits de la monarquia dels Habsburg i l'Imperi Otomà que va tenir lloc a prop de Lugoj va acabar amb la derrota dels austríacs.
Després del tractat de Karlowitz (1699), la regió de Banat va romandre sota domini otomà durant gairebé 20 anys. Un cop signat el tractat de Passarowitz el 21 de juliol de 1718, els turcs van ser expulsats. Posteriorment, la monarquia dels Habsburg volia repoblar el Banat, que s'havia buidat en gran manera després dels anys d'ocupació i de la pesta bubònica anterior. El govern va reclutar alemanys de Baviera, Suàbia, Alsàcia i Lorena, particularment agricultors per revifar l'agricultura a la rica plana inundable. Els immigrants van viatjar pel riu Danubi amb vaixells fins a aquesta zona. Més tard van desmuntar les basses per utilitzar-les per construir les seves primeres cases. En aquesta zona, els primers colons alemanys es van establir a la riba esquerra del riu Timiș cap al 1720, creant el que es va anomenar "Lugoj alemany". El govern els havia ofert els privilegis de mantenir la seva llengua i religió alemanyes; la majoria eren catòlics romans.
Al segle xviii, es van construir molts edificis públics a la ciutat, incloent-hi l'Església catòlica Romana i l'Església Ortodoxa "Assumpció". El 1778, després de la incorporació del Banat a Hongria, Lugoj es va convertir en la seu del comtat de Krassó (Caraș). El 1795 el govern va unificar el Lugoj romanès i el lugoj alemany.
L'estiu de 1842 es va produir un gran incendi, en el qual es van destruir unes 400 cases i edificis importants.
Eftimie Murgu es va establir a Lugoj el 1841. El juny de 1848 presidí la segona Assemblea Nacional de Romanesos del Banat, on expressaren en postulats l'Ordre Nacional de Romanesos durant el Moviment Revolucionari de Banat, el centre de la qual era Lugoj. L'agost de 1849 Lugoj va ser l'última seu del govern revolucionari hongarès. Va ser l'últim refugi de Lajos Kossuth i de diversos altres líders de la Revolució abans de la seva fugida a l'Imperi Otomà.
Sota la resolució imperial del 12 de desembre de 1850, Lugoj es va convertir en la seu de la diòcesi greco-catòlica de Banat. Lugoj va ser la seu del comtat de Krassó-Szörény del 1881 al 1918. El pont de ferro, símbol de Lugoj, es va construir el 1902. El famós actor de Dràcula , Bela Lugosi, va néixer Béla Blaskó en aquesta ciutat el 1888; va prendre el nom de "Lugosi" el 1903 per honorar el seu lloc de naixement.
El 3 de novembre de 1918 va tenir lloc a Lugoj una Gran Assemblea Nacional. El dret d'autodeterminació de la nació romanesa es va proclamar després de la dissolució d'Àustria-Hongria al final de la Primera Guerra Mundial. La regió de Banat, després d'un breu període d'ocupació sèrbia, va quedar sota l'administració romanesa. El comtat de Severin es va establir el 1926 i la seva seu es trobava a Lugoj, es va dissoldre amb la reforma administrativa de 1938, es va crear de nou el 1940 i finalment es va dissoldre amb l'abolició temporal dels comtats el 1950 pel govern comunista.
Durant la revolució romanesa de 1989, Lugoj va veure protestes durant les quals van morir tres homes. Es va convertir en el segon lloc del país, després de Timișoara, on va caure el règim comunista.
La ciutat és la seu de l'Eparquia de Lugoj a l'Església Romanesa Unida a Roma.

### Història jueva
Els jueus es van establir per primera vegada a la ciutat a principis del segle xviii, treballant en la fabricació i en el funcionament del sistema de transport. Finalment, es van adherir al moviment Neolog; es va fundar una escola jueva el 1883. Molts jueus van marxar al final de la Primera Guerra Mundial i al començament del domini romanès. L'activitat sionista va començar el 1919. El 1930, hi havia 1418 jueus, que representaven el 6% de la població.
Durant la Segona Guerra Mundial, el règim de Ion Antonescu va sancionar econòmicament els jueus, enviant membres masculins de la comunitat a camps de treballs forçats prop del riu Olt i a la zona de Brașov. Quatre joves d'entre 14 i 15 anys, acusats d'activitat comunista il·legal, van ser enviats a la governació de Transnistria, on van morir. Molts jueus van marxar després de la guerra, principalment a Palestina.

## Població i demografia
| Població històrica de Lugoj |          |           |            |          |
| Curs                        | Població | Romanesos | Hongaresos | Alemanys |
| 1880                        | 12.389   | 46,8%     | 11,6%      | 36,9%    |
| 1890                        | 13.548   | 46%       | 13,8%      | 38,3%    |
| 1900                        | 17.486   | 37,9%     | 22,7%      | 35,9%    |
| 1910                        | 20.962   | 34,9%     | 32,9%      | 29,5%    |
| 1920                        | 21.172   | 41,2%     | 20,1%      | 28,3%    |
| 1930                        | 24.694   | 43,3%     | 21,9%      | 24,9%    |
| 1941                        | 27.871   | 51,6%     | 17%        | 21,7%    |
| 1956                        | 31.364   | 63,4%     | 17,8%      | 13,6%    |
| 1966                        | 36.728   | 68%       | 16,3%      | 12,4%    |
| 1977                        | 44.537   | 72,6%     | 13,8%      | 10,7%    |
| 1992                        | 50.939   | 79,8%     | 10,7%      | 5,2%     |
| 2002                        | 44.636   | 83%       | 9,6%       | 3%       |

| Dades demogràfiques detallades - 2011 |        |             |
| Grup ètnic                            | Número | Percentatge |
| Romanesos                             | 32.036 | 85,83%      |
| Hongaresos                            | 2.727  | 7,3%        |
| Alemanys                              | 744    | 1,99%       |
| Roma                                  | 905    | 2,42%       |
| Ucraïnesos                            | 508    | 1,36%       |
| Altres                                | 398    | 0,6%        |
| Total                                 | 37.321 | 100%        |

## Educació superior superior i postsecundària

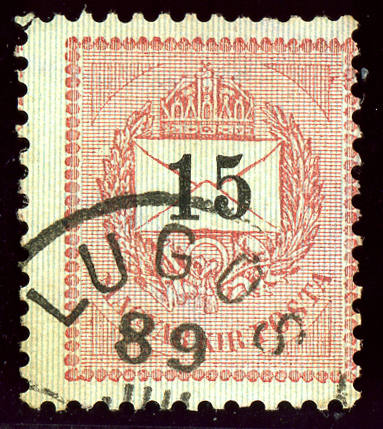
Cancel·lació de Lugos el 1889, Regne d'Hongria

- Col·legi Nacional Coriolan Brediceanu
- Col·legi Nacional Iulia Hașdeu
- Grup Escolar Aurel Vlaicu
- Col·legi Valeriu Braniște
- Drăgan Universitat Europea de Lugoj

## Fills il·lustres
- Simona Arghir, handbolista
- Filaret Barbu, compositora d'opereta
- Gelu Barbu, ballarina de ballet i coreògrafa
- Caius Brediceanu, diplomàtic
- Coriolan Brediceanu, polític i advocat
- Tiberiu Brediceanu, compositor
- Corina Caprioriu, judoka
- Aurel Ciupe, pintor
- Konstantin Danil, pintor de retrats
- Georges Devereux, etnopsicòleg
- Iosif Constantin Drăgan, empresari i autor
- Traian Grozăvescu, tenor d'òpera
- Sepp Helfrich, nacionalsocialista austríac
- August Kanitz, botànic
- György Kurtág, compositor
- Bela Lugosi, actor
- Lavinia Miloșovici, gimnasta
- Victor Neumann, historiador
- Dumitru Pârvulescu, lluitador
- Aurel Popovici, polític
- Ioan Popovici-Bănățeanul, escriptor i poeta
- Josef Posipal, futbolista
- Michael Redl, jugador i entrenador d'handbol
- Otilia Ruicu-Eșanu, atleta de 400 m
- Béla Szende, política
- Aura Twarowska, mezzosoprano
- Koloman Wallisch, líder obrer

## Ciutats germanes
Lugoj està agermanat amb:
- Vršac
- Szekszárd
- Orléans
- Jena
- Assos-Lechaio
- Nisporeni
- Monopoli